# 10cc
10cc var et engelsk popband der opnåede sin største kommercielle succes i 1970'erne.
Bandet bestod oprindeligt af fire medlemmer, Graham Gouldman, Eric Stewart, Kevin Godley og Lol Creme, der havde skrevet og optaget materiale sammen i omkring tre år, førend de tog navnet 10cc til sig i 1972. Bandet bestod af to stærke sangskriverhold, der fyldte deres sange med skarp intelligens og lyrisk behændighed. Det mere "kommercielle" hold, bestående af Stewart og Gouldman var generelt mere ligefremme "pop"-sangskrivere, der skabte noget af gruppens mere tilgængelige materiale. Den eksperimentale halvdel var Godley og Creme, der bragte en særskilt "kunstskole"-følsomhed og en mere "filmisk" skrivemåde til gruppen. Alle fire medlemmer var dygtige multi-instrumentalister, vokalister, sangskrivere og producere, og hvert medlem kunne optræde overbevisende som forsangere.
Den originale gruppe indspillede fire album og en række top-10-singler, før bandet splittede op i 1976, da Godley & Creme forlod bandet for at skabe deres eget, Godley & Creme, men Gouldman og Stewart fortsatte med at turnere og indspille som 10cc med en række musikere, blandt andet Rick Fenn, Stuart Tosh, Andrew Gold og Paul McCartney, der nemt kunne være udskiftet fra album til album.
Bandet tog en 9 år lang pause fra 1983, før de udgav to album mere. Der er ikke udkommet nogen album siden 1995, og Stewart har erklæret bandet for opløst.. Siden omkring 2004 har Gouldman dog tourneret sporadisk med flere perifære bandmedlemmer under navnet "10cc featuring Graham Gouldman and Friends". 10cc er det bedste solgte engelske popband gennem 70'erne. De har solgt omkring 5 millioner plader i England.

## Medlemmernes rolle
- Eric Stewart: Klaver, guitar, vokal
- Graham Gouldman: Bas, guitar, vokal
- Lol Creme: Klaver, guitar, vokal
- Kevin Godley: Trommer, keyboard, vokal
- Paul Burgess: Trommer
- Stuart Tosh: Trommer, vokal
- Rick Fenn: Guitar, vokal

## Historie

### Baggrund
Graham Gouldman begyndte sin musikalske karriere i begyndelsen af 60'erne. Han dannede bl.a. sit eget band The Mockingbirds og begyndte sin kompositoriske løbebane med sangene No Milk Today (stort hit for Herman's Hermits i 1960'erne) og Busstop. Disse sange og mange andre fra den tid findes på hans album fra 1968 The Graham Gouldman Thing. Eric Stewart begyndte sin musikalske karriere i det lokale drengeband Wayne Fontana and The Mindbenders i 1964. Wayne Fontana forlod gruppen i 1965, og dermed skiftede gruppen navn til The Mindbenders. Gruppen eksisterede indtil 1968. Kevin Godley og Lol Creme (født Lawrence) mødte hinanden i deres studietid og har sammen optrådt i flere bands igennem 60'erne. Da de fire medlemmer går sammen om først Hotlegs og siden 10cc, har de således stor erfaring i sangskrivning, hvilket tydeligt høres fra første skæring af.

### 1970-1971: Hotlegs
Eric Stewart, Lol Creme og Kevin Godley dannede omkring år 1970 bandet Hotlegs, som skulle vise sig at blive 10cc's "forgænger". I 1970 gik de under navnet "Doctor Father", og de udsendte singlen Umbopo i august 1970. I 1971 udsendte de albummet Thinks: School Stinks med den yderst succesfulde single Neanderthal Man, som har solgt over 2 millioner kopier verden over. Hotlegs eksisterede blot et års tid.

### 1972-1973: Begyndelsen
I 1972 vendte Graham Gouldman tilbage til England. Samtidig fik de fat i en pladekontrakt med Jonathan King, og han gav dem desuden også et nyt navn, baseret på en drøm, hvor han angiveligt stod foran Hammersmith Odeon og læste teksten "10cc the best band in the world!". Deres første single udkom i september samme år, den hed Donna og nåede nr. 2 på de engelske hitlister. Året efter udkom albummet 10cc med bl.a. "Donna", "Rubber Bullets" – som i øvrigt blev et kæmpe hit senere det år – og "The Dean And I".

### 1974-1976: Den originale Kvartet
I 1974 udkom Sheet Music albummet, der blev deres gennembrud. Albummet indeholdt bl.a. "Wall Street Shuffle" og "Silly Love". 10cc deltog bl.a. i Don Kirchers Rock Koncert i 1974. Samme år arbejdede de på megahittet "I'm Not In Love", som opnåede stor berømmelse over hele verden, og af mange vil blive kaldt for 10cc's største hit. Den kom med på The Original Soundtrack, der fik en stor anerkendelse for sange som "Life Is A Minestrone" og den netop omtalte I'm Not In Love, og dette album var da også deres første med det nye pladeselskab "Mercury Records", som de tegnede kontrakt med i begyndelsen af det år. Året efter udgav de det album, der vil blive kaldt 10cc's bedste album af mange, How Dare You! og indeholdt "I'm Mandy Fly Me" samt "Art For Art's Sake". Men i skyggen af den store succes begyndte forholdet mellem de fire medlemmer at vakle. Sidstnævnte skal også ses i lyset af deres meget forskellige personligheder. På den ene side var groft set hitmagerne Stewart & Gouldman, på den anden Godley & Creme, der dybest set er nogle legebørn, der gerne vil eksperimentere, og de to størrelser er sjældent forligelige.

### 1976: Splittelsen
Kort efter udgivelsen af How Dare You! forlod Kevin Godley og Lol Creme bandet for at danne deres eget band. Bandet, eller duoen, kom til at hedde Godley & Creme. Godley & Creme frigav hurtigt albummet Qonsequenses, som de, ifølge dem selv, havde brugt en kortere periode på at skabe.

### 1977-1983: Nye tider
De 2 blev erstattet af trommeslagerne Paul Burgess og Stuart Tosh fra Pilot. 10cc fandt også guitaristen Rick Fenn. De begyndte på at turnere rundt igen i 1977 samtidig med udgivelsen af comeback-albummet Deceptive Bends, der blev et stort, stort album, især med The Things We Do For Love, der er en af 10cc's mest solgte sange, men også andre gode sange var med, som fx People In Love, Fell The Benefit og Good Morning Judge. Succesen resulterede desuden også i et live-album "Live and Let Live". Året efter udkom Bloody Tourists med den reggae-inspirerede Dreadlock Holiday, der blev den sidste af 3 nr. 1 hits. Efter det år gik tingene, ifølge dem selv, ned ad bakke – med de tre mere middelmådige[kilde mangler] albums Look Hear?, Ten out of 10 og Windows In The Jungle, der blev udgivet i henholdsvis 1980, 1981 og 1983. 10cc splittedes officielt i 1983, og de kom derefter til at medvirke i andre bands i en anden periode.

### Efterfølgende periode
Graham Goldman dannede popgruppen Wax sammen med Andrew Gold, og de to skrev de to hits "Right Between The Eyes" og "Building A Bridge To Your Heart", og Eric Stewart arbejdede sammen med Paul McCartney i en periode og producerede Agnetha Fältskogs Eyes of a Woman, der blev udgivet i 1985. I øvrigt eksisterede Godley & Creme indtil 1988, hvor de udsendte deres sidste album Goodbye Blue Sky.

### 1992-1995: Genforeningen
10cc blev genforenet for en kortere periode i midten af 90'erne. Meanwhile blev udsendt i 1992 og blev deres første album i 9 år. Albummet indeholdt bl.a. singlerne "Welcome to Paradise" og "Woman In Love". 3 år efter udkom det allersidste 10cc-album Mirror Mirror, der blev en mindre heldig afslutning på 10cc. 10cc splittede op senere samme år. The Very Best of 10cc blev udsendt i 1997 og nåede #37 i England. Graham Gouldman udgav sit tredje soloalbum And Another Thing i 2002. Året efter udgav Eric Stewart desuden også sit tredje soloalbum Do Not Bend.

## Diskografi

### Album
- 1973: 10cc UK #36
- 1974: Sheet Music UK #9 US #81 NL #32
- 1975: The Original Soundtrack UK #4 US #9 NL #16
- 1976: How Dare You! UK #5 US #47 NL #9
- 1977: Deceptive Bends UK #3 US #31 NL #9
- 1978: Bloody Tourists UK #3 US #69 NL #1
- 1980: Look Hear? UK #35 US #180 NL #18
- 1981: Ten out of 10 NL #41
- 1983: Windows In The Jungle UK #70 NL #6
- 1992: Meanwhile NL #46
- 1995: Mirror Mirror